# Кемаль-Егерек
Кема́ль-Еґере́к (крим. Kemal Egerek) — вершина Головного пасма Кримських гір на північному сході Ялтинської яйли.
Висота — 1529 м. Це — найвища гора Ялтинської яйли.
Складена з вапняків. Вкрита гірсько-луговою рослинністю.

## Назва
Назва вершини в буквальному перекладі означає «Кошара Кемаля» (Kemal — досить поширене чоловіче ім'я, egerek — «огороджене місце для овець, загін, кошара»). Таку назву можна пояснити тим, що до середини XX століття яйли активно використовувалися як літні пасовища.
Також є версія верекладу «Верблюже сідло» (kemal — верблюд, eger — сідло)

## Географія
Понад горою протікає річка Донга.
Вершина являє собою конус, що розширюється в напрямку з півночі на південь, що є північним відрогом Ялтинської яйли. Поверхня майже позбавлена рослинності, трав'янисті схили. Гора є вододілом річок Донга та Каспана, складена мергельними вапняками.
На північ відріг продовжується хребтом, що знижується, що веде до гори Басман. Цим хребтом і найвищою вершиною проходить туристичний маршрут № 70 (зареєстрований Кримською гірничо-рятувальною службою), а також західний кордон Кримського природного заповідника. Неподалік вершини на північно-західному схилі хребта є туристична стоянка «Кемаль» та джерело.

## Галерея

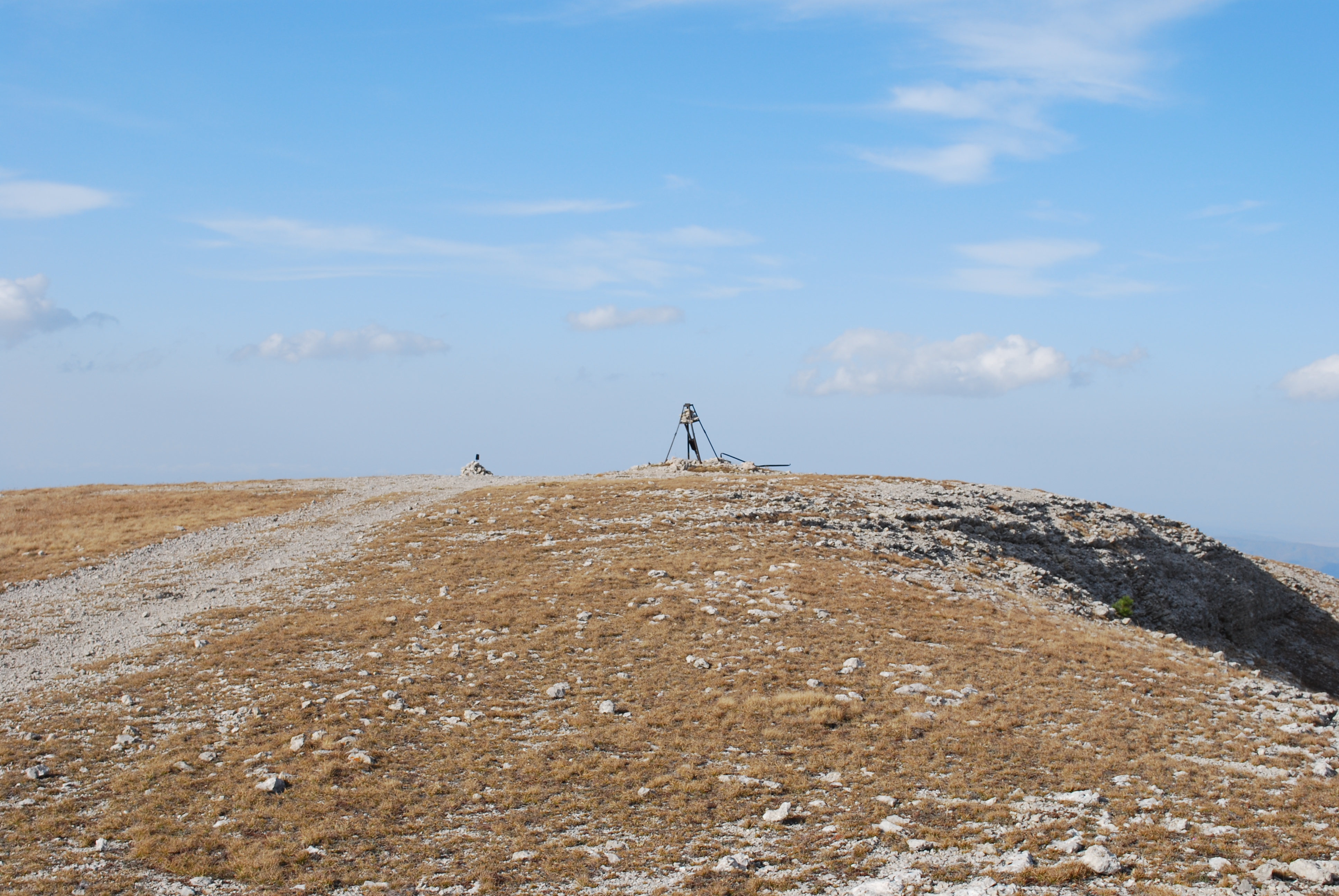
Вершина гори.
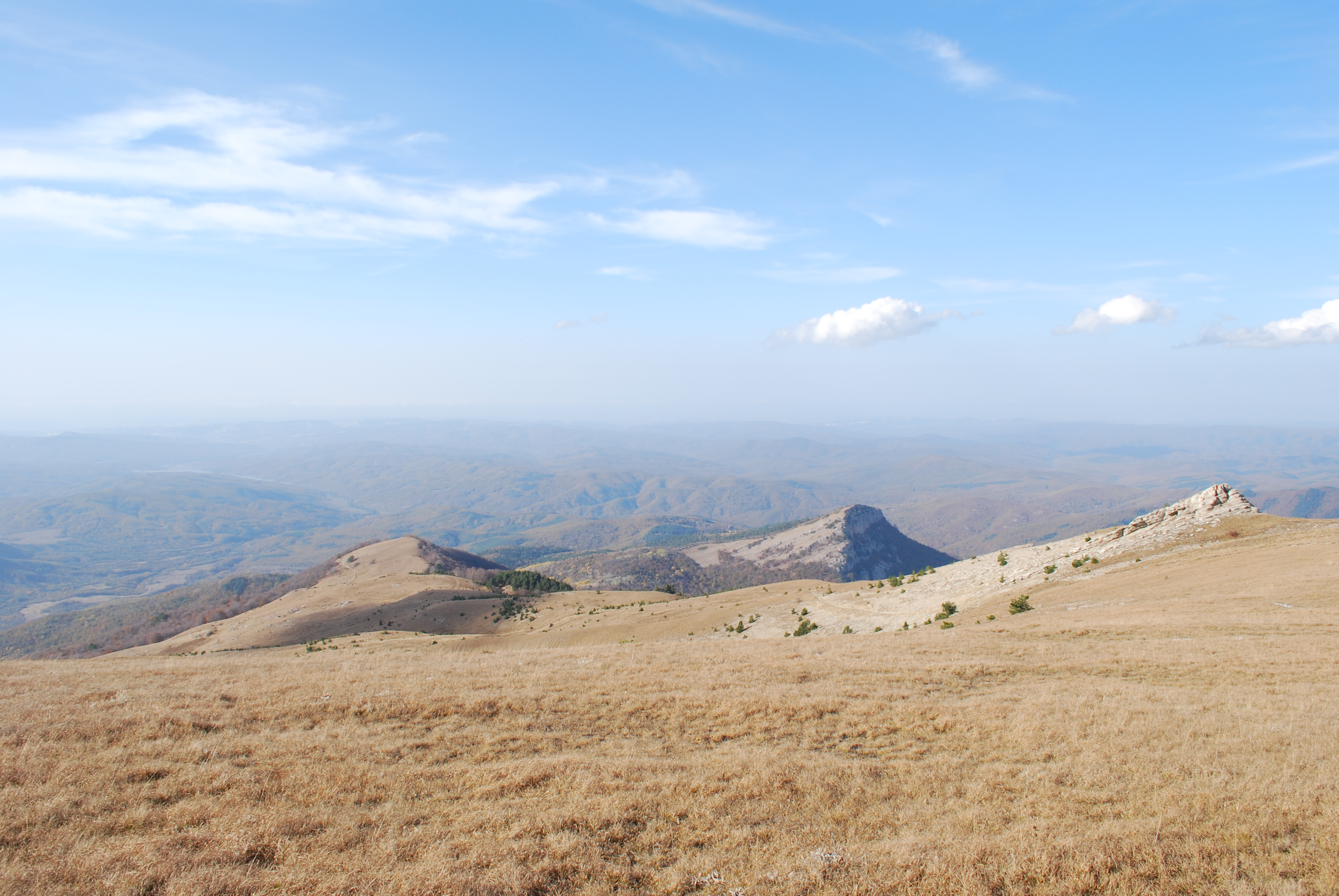
Вид з вершини на північ.
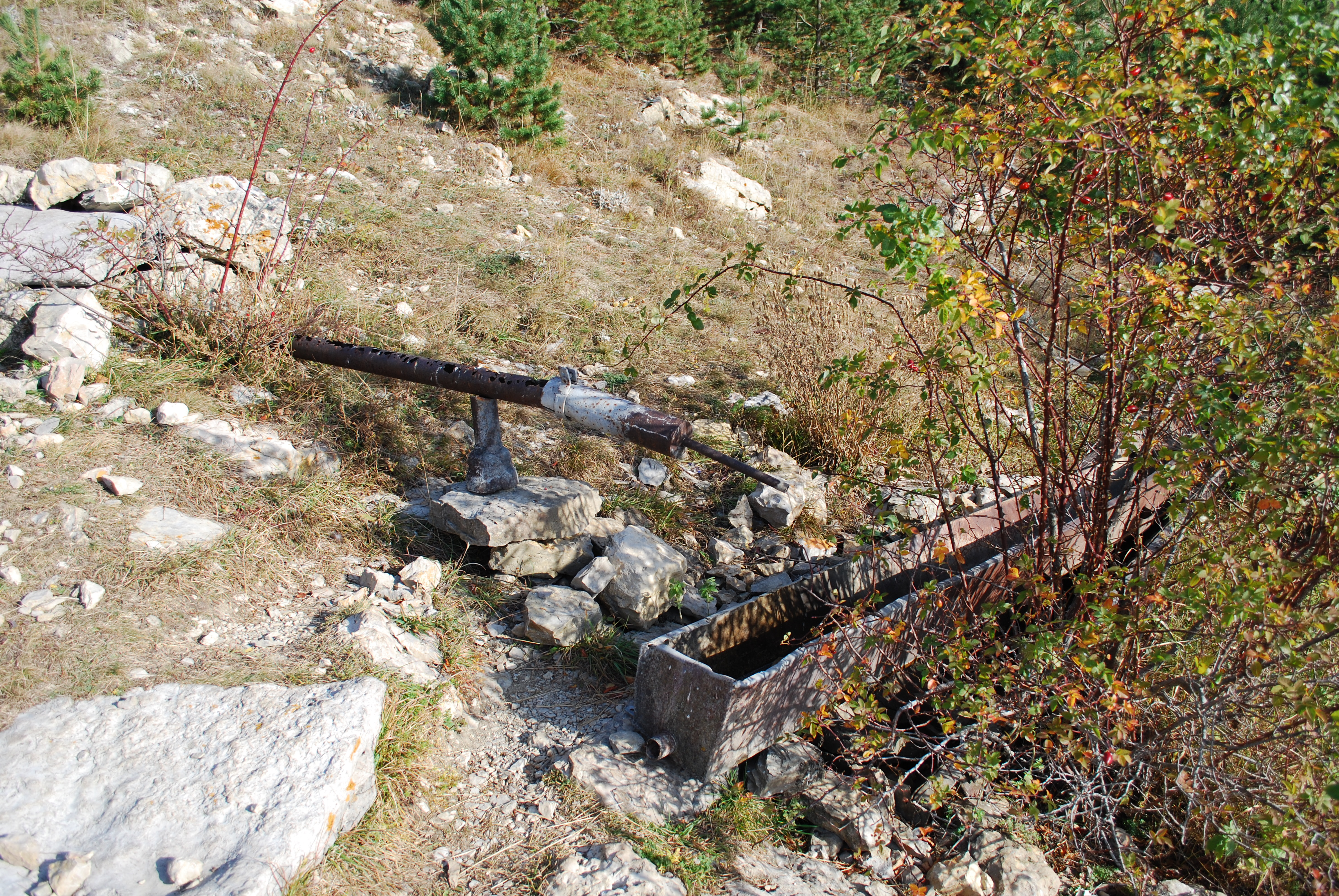
Джерело Кемаль-Егерек на північно-західному схилі гори.
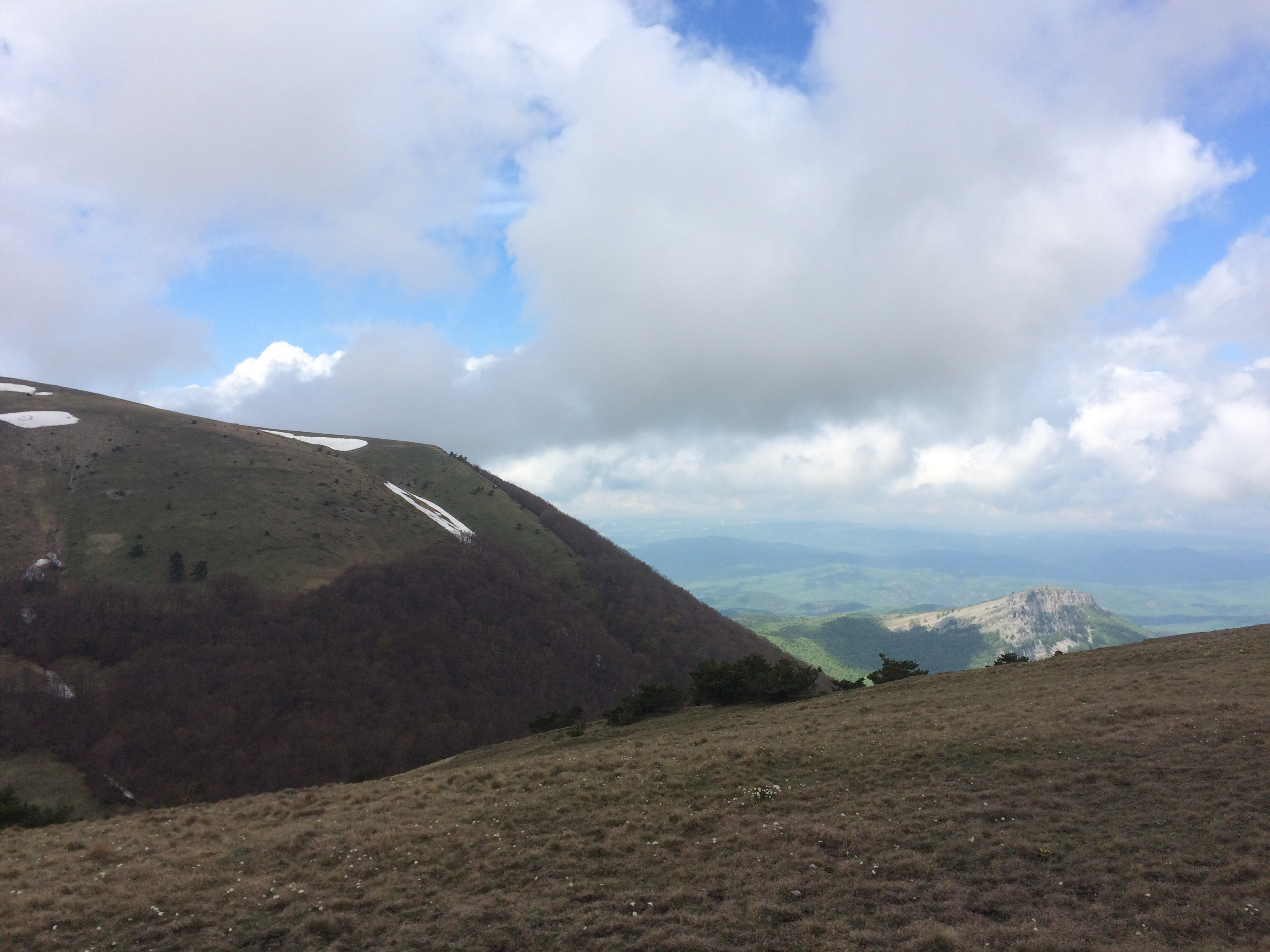
Кемаль-Егерек на першому плані та гора Басман на дальному плані.